# 競争的資金
競争的資金（きょうそうてきしきん）とは、資金配分主体が研究者等に配分する研究資金を指す用語。資金配分主体が研究課題等を（自組織内に限らず）広い範囲から募集して評価づけし、採用する研究を決定するという手順を経る。国立大学法人においては、基盤的経費である運営費交付金に対して、研究者に配分される科学技術研究費（科研費）や補助金がある。
第3期科学技術基本計画などにおいては「競争的資金」という文言が使われているが、内閣府等の科学技術関係施策（科学政策）の議論の場においては、競争的研究資金という用語のほうが使用されることもある。

## 概要
総合科学技術会議の競争的研究資金制度改革について（意見）（平成15年4月21日）においては、「競争的資金とは、資金配分主体が、広く研究開発課題等を募り、提案された課題の中から、専門家を含む複数の者による、科学的・技術的な観点を中心とした評価に基づいて実施すべき課題を採択し、研究者等に配分する研究開発資金をいう」とされている。
応募者全員が得ることができるわけではなく、応募者同士で競争させ比較し、良い研究に対してお金を配分するが良くない研究に対しては配分しない、という判断がはたらいているという意味で「競争的」との言葉が用いられている。
研究者が研究開発を進める際の研究費は、さまざまな形態が存在するが、代表的な資金の形態としては、所属機関等により提供される基盤的経費としての資金と、外部資金として獲得する競争的資金の2つに分けられる。中でも、競争的資金は提案公募等の形式により研究課題が決定されるため、競争的資金制度に採択されるかどうかが研究開発の進め方を大きく左右する。

## 競争的研究費改革
2015年（平成27年）の「競争的研究費改革」は、研究の持続的な成果創出を目的とし、研究費の効率的な活用と研究環境の向上を目指した政策である。特に若手研究者の支援が重視され、研究費の使用ルールを統一・簡素化し、間接経費を30%とする措置が2016年度から導入された。

### 改革の概要
- 研究費の使いやすさ：研究者の負担を軽減するため、研究費の使用ルールを簡素化し、間接経費を30%に設定（2016年度から新規公募分で適用）。
- 若手研究者の支援: 若手研究者のキャリアパス確保や人件費の増額を通じて、次世代の研究者を育成。
- 審査プロセスの改善：研究分野間の格差是正や海外研究者への事前承認制度の導入で、多様性と国際性（英語版）を強化。
- 透明性（英語版）の向上：研究成果の可視化や管理・監査ガイドラインの策定で、研究活動の信頼性を確保。